# 克里斯·道格拉斯-罗伯茨
克里斯·道格拉斯·罗伯茨（英語：Chris Douglas-Roberts，1987年1月8日—），美国NBA联盟职业篮球运动员。他在2008年的NBA选秀中第2轮第40顺位被新泽西篮网选中。